# Bay (Haute-Saône)
Bay ist eine Gemeinde im französischen Département Haute-Saône in der Region Bourgogne-Franche-Comté.

## Geographie
Bay liegt auf einer Höhe von 233 m über dem Meeresspiegel, vier Kilometer westlich von Marnay und etwa 24 Kilometer westnordwestlich der Stadt Besançon (Luftlinie). Das Dorf erstreckt sich im Süden des Départements, auf einem Plateau leicht erhöht am nördlichen Rand der Talebene des Ognon, am Südwestrand der Monts de Gy.
Die Fläche des 4,87 km² großen Gemeindegebiets umfasst einen Abschnitt des unteren Ognon-Tals. Der zentrale Teil des Gebietes wird vom Plateau von Bay eingenommen, das durchschnittlich auf 235 m liegt. Es wird landwirtschaftlich genutzt und ist im Osten durch das Tälchen des Bief de Lancey begrenzt. Nach Norden erstreckt sich der Gemeindeboden auf den Hügelrücken des Bois de Bay, der aus tertiären Sedimenten aufgebaut ist. Mit 303 m wird hier die höchste Erhebung von Bay erreicht. Im Nordwesten reicht das Gemeindeareal mit einem schmalen Zipfel im Bereich des Gehöfts Treuil über die Talmulde des Ruisseau de la Fontaine de Magney bis auf die angrenzende Höhe des Bois du Bège (bis 280 m).
Nachbargemeinden von Bay sind Hugier und Cult im Norden, Chenevrey-et-Morogne im Osten und Süden sowie Sornay im Westen.

## Geschichte
Erstmals urkundlich erwähnt wird Bay bereits im Jahr 1131. Es wurde vermutlich von Mönchen des Prämonstratenserklosters Corneux gegründet. Im Mittelalter gehörte das Dorf zur Freigrafschaft Burgund und darin zum Gebiet des Bailliage d’Amont. Seit dem 13. Jahrhundert bildete es eine Pfarrei, die 1406 mit derjenigen von Sornay zusammengelegt wurde. Die lokale Herrschaft hatte seit dem 15. Jahrhundert die Baronie Choye inne. Zusammen mit der Franche-Comté gelangte Bay mit dem Frieden von Nimwegen 1678 definitiv an Frankreich. Seit 2002 ist Bay Mitglied des 15 Ortschaften umfassenden Gemeindeverbandes Communauté de communes de la Vallée de l’Ognon.

## Sehenswürdigkeiten
Die einschiffige Dorfkirche von Bay wurde im 12. Jahrhundert im romanischen Stil erbaut. Der Chorraum stammt aus dem 15. Jahrhundert, während der für die Franche-Comté charakteristische Glockenturm im 18. Jahrhundert hinzugefügt wurde. Die Kirche beherbergt bemerkenswerte Statuen aus dem 15./16. Jahrhundert. Im 17. Jahrhundert wurde das Château de Bay errichtet.

## Bevölkerung
| Jahr                       | 1962 | 1968 | 1975 | 1982 | 1990 | 1999 |
| Einwohner                  | 62   | 61   | 60   | 54   | 60   | 76   |
| Quellen: Cassini und INSEE |      |      |      |      |      |      |

Mit 162 Einwohnern (1. Januar 2022) gehört Bay zu den kleinsten Gemeinden des Département Haute-Saône. Nachdem die Einwohnerzahl in der ersten Hälfte des 20. Jahrhunderts deutlich abgenommen hatte (1886 wurden noch 180 Personen gezählt), wurde seit Beginn der 1980er Jahre wieder ein kontinuierliches Bevölkerungswachstum verzeichnet. Seither hat sich die Einwohnerzahl verdoppelt.

## Wirtschaft und Infrastruktur
Bay war bis weit ins 20. Jahrhundert hinein ein vorwiegend durch die Landwirtschaft (Ackerbau, Obstbau und Viehzucht) und die Forstwirtschaft geprägtes Dorf. Heute gibt es einige Betriebe des lokalen Kleingewerbes. In den letzten Jahrzehnten hat sich das Dorf zu einer Wohngemeinde gewandelt. Viele Erwerbstätige sind deshalb Wegpendler, die in den größeren Ortschaften der Umgebung und in der Agglomeration Besançon ihrer Arbeit nachgehen.
Die Ortschaft liegt abseits der größeren Durchgangsachsen an einer Departementsstraße, die von Sornay nach Cult führt. Der nächste Anschluss an die Autobahn A36 befindet sich in einer Entfernung von ungefähr 17 km. Weitere Straßenverbindungen bestehen mit Chancey und Hugier.